# غويليرمي روماو
غويليرمي روماو هو لاعب كرة قدم برازيلي في مركز الدفاع، ولد في 7 أكتوبر 1997 في ماريليا في البرازيل. لعب مع نادي كورينثيانز.

## وصلات خارجية
- غويليرمي روماو على موقع قاعدة بيانات كرة القدم.إي يو (الإنجليزية)
- غويليرمي روماو على موقع Soccerway.com (الإنجليزية)